# Cueva de Betín
La Cueva de Betín es un abrigo con representaciones rupestres localizado en el término municipal de Tarifa, provincia de Cádiz (España). Pertenece al conjunto de yacimientos rupestres denominado Arte sureño, muy relacionado con el arte rupestre del arco mediterráneo de la península ibérica. 
Este abrigo descubierto y descrito por el investigador francés Henri Breuil en 1929 en la Loma de San Bartolomé y en 1975 fue visitado por el historiador alemán Uwe Topper. Las pinturas se encuentran en una grieta formada por la degradación de un estrato de roca arenisca. Queda así un espacio de poca altura, donde no cabe una persona de pie, con el suelo muy inclinado. A sus pies y a escasos metros aparecen varias tumbas excavadas en la roca.
En el techo que forma la grieta aparece un panel que según Topper debía ocupar todo el techo en su origen pero que se ha degradado debido a los agentes atmosféricos. Todas las figuras presentes son de tipo esquemático. A la derecha del panel las representaciones, unas veinte, se articulan en torno a un ciervo con una gran cornamenta. Junto a estos signos aparecen figuras ramiformes y cruciformes de color violeta y varios zoomorfos y antropomorfos. En la zona central del panel del techo aparece un gran antropomorfo con sombrero y el falo erecto, según Topper. Junto a él una esfinge, varios grupos de líneas paralelas y aves volando.
En la pared de la cueva también existen pinturas. Un zoomorfo con tres patas que se interpreta como un símbolo de fertilidad y lo que Topper interpreta como un corro de niños. En otra parte de la pared aparece el símbolo llamado pastor de rebaño, un símbolo muy extendido en diversos lugares del mundo y formado por una línea vertical cruzada por dos líneas horizontales y una cornamenta sobre ella.